# Revolució egípcia de 2011
La revolució egípcia de 2011, també anomenada Revolució del 25 de gener, van ser un seguit de manifestacions al carrer, protestes i actes de desobediència civil que van començar el 25 de gener del 2011 i que es van difondre per tot el país. Les manifestacions i els disturbis van ser duts a terme per diversos grups socials i s'inspiraren principalment en la Revolució del Gessamí de Tunísia. Les manifestacions i revoltes van ser originades com a forma de protesta contra l'excés de brutalitat policíaca, les lleis d'emergència de l'estat, les altes taxes d'atur, el desig d'augmentar el salari mínim, la manca d'habitatges i aliments, la inflació, la corrupció, la mancada de llibertat d'opinió, les pobres condicions de vida, factors estructurals demogràfics. L'objectiu dels protestants, la dimissió del president Hosni Mubarak, amb més de 30 anys que és al poder, es va assolir en divuit dies.
Les manifestacions no eren gens noves; durant els últims anys s'havien repetir periòdicament aquest tipus de protestes, però aquests últims —iniciats el 25 de gener (denominat Dia de la ira)— van sobrepassar amb escreix l'ocorregut durant els anys previs. Les protestes del 2011 han estat descrites com "sense precedents" per Egipte i "la major mostra de descontentament popular a la història recent". Aquestes revoltes foren les més multitudinàries des de la Revolta del pa de 1977 i, per primera vegada, van aglutinar egipcis de diferents orígens econòmics, socials i religions per protestar per una mateixa causa.
Durant aquells dies, la capital, El Caire, va ser descrita per alguns corresponsals com una "zona de guerra" i la ciutat de Suez va ser escenari de freqüents enfrontaments violents. El govern va imposar un toc de queda, al·legant que la interrupció d'aquest servei era necessària per mantenir l'ordre i per evitar un aixecament de grups fonamentalistes islàmics.
Les protestes van capturar l'atenció mundial a causa de la creixent integració de Twitter, Facebook, YouTube i altres plataformes de mitjans socials que van permetre als activistes i observadors de comunicar-se, coordinar-se i documentar els esdeveniments que es produeixin. La nit abans del divendres 28 de gener, davant de la convocatòria d'una gran jornada de protestes, va començar una apagada del servei de telefonia mòbil i d'Internet, en una operació sense precedents a tot el món, que va deixar vuitanta milions d'egipcis sense accés a la xarxa. L'endemà, el servei a la telefonia mòbil va retornar progressivament.

## Protestes

### Immolacions
A Egipte hi va haver almenys sis casos d'autoimmolació coneguts; entre ells, un home va ser detingut quan intentava calar-se foc al centre del Caire. Abdou Abdel-Moneim Jaafar, de 49 anys i amo d'un restaurant, es va immolar davant del Parlament egipci.
|   | Nom                       | Residència        | Data d'immolació    | Estat               | Referències   |
| - | ------------------------- | ----------------- | ------------------- | ------------------- | ------------- |
| 1 | Abdou Abdel-Moneim Jaafar | Shibin el-Qanater | 17 de gener de 2011 |                     | [ 18 ]        |
| 2 | Mohammed Farouk Hassan    | El Caire          | 18 de gener de 2011 |                     | [ 20 ]        |
| 3 | Ahmed Hashim al-Sayyed    | Alexandria        | 18 de gener de 2011 | Mort el 18 de gener | [ 21 ] [ 22 ] |
| 4 | Mohammed Ashour Sorour    | El Caire          | 18 de gener de 2011 |                     | [ 23 ]        |

### 25 de gener –Dia de la ira

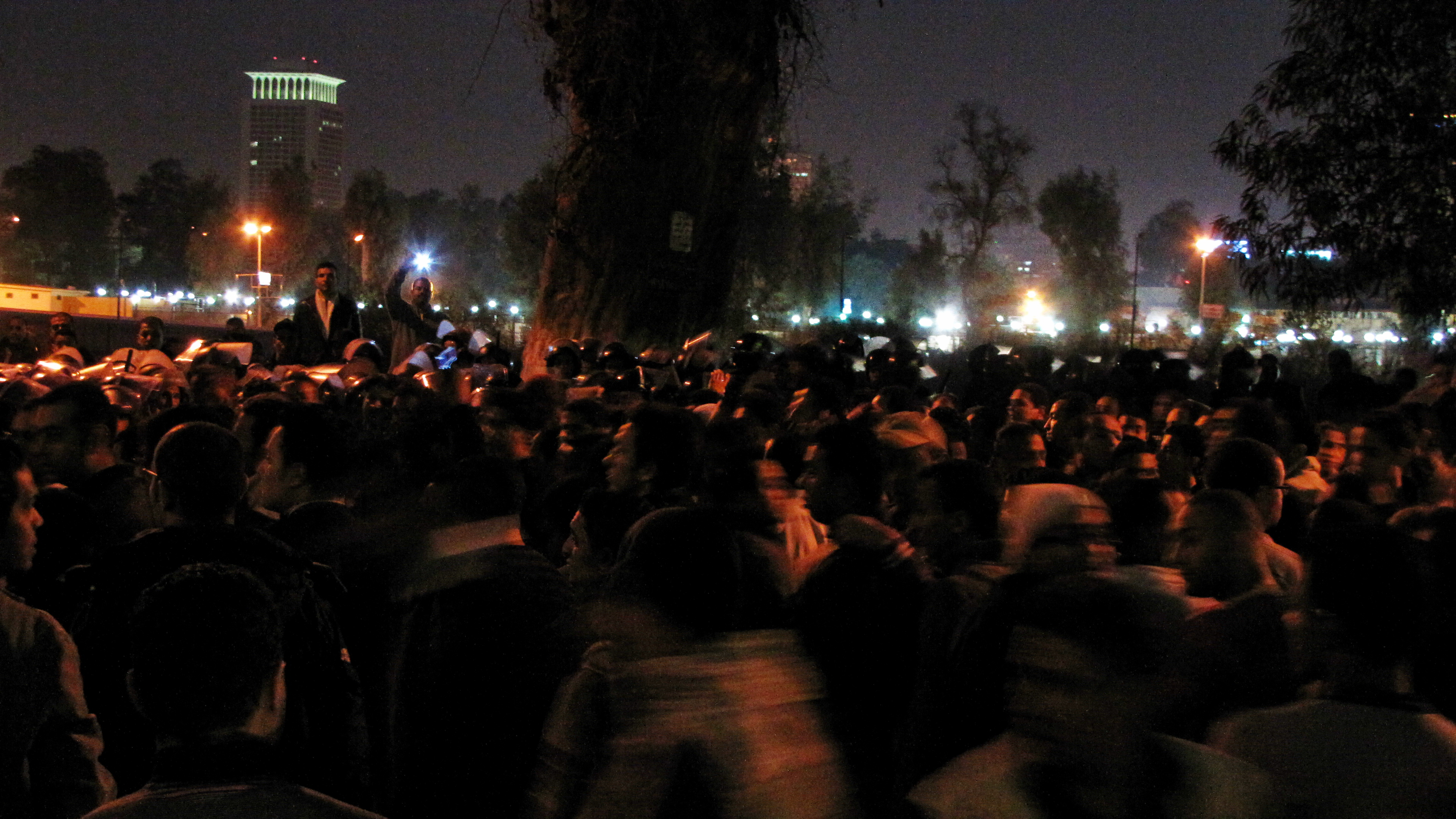
Manifestació contra el govern a Guiza el 25 de gener.

Les protestes van tenir lloc a diverses ciutats, com el Caire, Alexandria, Suez i Ismaïlia. Es va informar que un policia va morir al Caire, mentre que a Suez hi van morir dos manifestants. Al Caire, la policia va llançar gasos lacrimògens i canons d'aigua contra els manifestants, que al seu torn van llançar pedres a la policia; finalment, els van obligar a retirar-se. La xarxa social Twitter va ser tancada pel govern.
 El president Hosni Mubarak va culpar als Germans Musulmans de ser darrere de les revoltes.
Unes 15.000 persones van protestar a la plaça Tahrir de la capital el 25 de gener, 20.000 en diversos llocs d'Alexandria, 200 manifestants a Assuan, 2000 a Ismaïlia i 3000 a Mahallah.
Des del primer dia de protestes el govern egipci va censurar la majoria dels mitjans de comunicació dins d'Egipte i va utilitzar mesures per bloquejar els llocs web d'Internet que els manifestants utilitzaven per informar dels esdeveniments. L'èxit de les protestes s'han atribuït en gran part a la participació de la joventut en la tecnologia, que va ser capaç de superar els bloqueigs del govern als mitjans de comunicació.

### 26 de gener
El 26 de gener, l'endemà del «dia de la ira», van continuar els aixecaments de milers de manifestants. Aquest dia es va registrar un increment en l'ús de la violència tant dels manifestants com de la policia, amb la mort d'un dels manifestants i d'un oficial de policia al Caire. A Suez la situació va ser més violenta, amb l'ús d'armes de guerra i l'incendi de diversos edificis del govern. Finalment la policia es va retirar de Suez.

### 27 de gener
Les protestes del dia 27 de gener no van ser tan importants com l'aixecament del dia 25 a conseqüència del descans i la preparació de la manifestació a gran escala prevista per al dia 28. Els Germans Musulmans va declarar el seu ple suport a les protestes, anunciant la seva participació en les de divendres. Per la seva part, el líder de l'oposició, Mohamed al-Baradei, es va comprometre a tornar el dijous del seu exili a temps per a les protestes del dia 28. Al-Baradei també va declarar que ell assumiria el càrrec de president d'Egipte durant el període de transició si Hosni Mubarak abandonava el país. Durant aquest dia un manifestant d'origen beduí va morir per trets de la policia a la Governació del Sinaí del Nord. A Suez s'hi van esdevenir els aixecaments i conflictes més importants, i va ser on van ser incendiats més edificis, fins i tot comissaries de policia. La població de Suez i de la regió del Sinaí, proveïda amb armes de foc, va causar greus revoltes. Alguns testimonis van afirmar que el govern va desconnectar Internet a la 1.00 (hora local). La xifra de morts va augmentar a un mínim de vuit després que la policia abatés a trets a un manifestant.

### 28 de gener –Divendres de la ira
El mateix grup de Facebook que va proclamar les protestes del 25 de gener programà per al divendres 28 de gener una nova revolució. Van demanar un milió de manifestants per unir-se a la «marxa del milió».
15 minuts després de les oracions diàries, desenes de milers de manifestants van començar un aixecament que en poques hores va reunir centenars de milers de persones. El potencial candidat presidencial, Mohamed al-Baradei, va tornar al Caire i va dir que tenia previst unir-se als manifestants. Al-Baradei va liderar les protestes de Guiza; tanmateix, va ser retingut per la policia quan sortia d'una mesquita del barri cairota de Guiza.
El govern egipci va parar els serveis d'Internet, encara que algunes persones van aconseguir comunicar-se utilitzant programari alternatiu. El bloqueig d'Internet va ser ordenat pel govern d'Hosni Mubarak als proveïdors d'accés que operen al país àrab, produint el tall de les connexions internacionals. Com a conseqüència dels talls i bloqueigs, a la nit del 27 al 28 de gener els encaminadors i BGPS no podien intercanviar tràfic amb els servidors egipcis.
La policia va disparar gasos lacrimògens contra la multitud, ocasionant violents enfrontaments entre les autoritats i el govern, d'una banda, i els manifestants, per un altre. Els operadors de telefonia mòbil van suspendre els serveis a determinades zones. Segons la legislació egípcia, les autoritats tenen el dret d'emetre una ordre i els operadors estan obligats a complir-la
A tot el país es comptabilitzaren cents de milers de manifestants. A Suez, milers de persones van prendre el control de les comissaries de policia, alliberant els manifestants que estaven detinguts. En aquesta mateixa ciutat, un home va morir durant la protesta per trets de la policia, ascendint el nombre de morts a 9. En Port Said, desenes de milers de manifestants es van reunir i van incendiar diversos edificis governamentals.
Mubarak anuncià la formació d'un nou Gabinet i en un missatge a la nació prometé reformes.
Almenys 29 persones van morir a les ciutats del Caire i Suez: al Caire en van morir 16 en els hospitals.

### 2 de febrer -Dimecres sagnant
Durant la nit de l'1-2 de febrer, els partidaris de Mubarak i els manifestants anti-Mubarak, es van enfrontar a Alexandria, i es van efectuar trets a l'aire. Al Caire, molts dels manifestants del dia anterior s'havia quedat a la plaça Tahrir tota la nit.
Al matí, l'accés a Internet havia estat parcialment restaurat i el toc de queda nocturn es va reduir 5:00 pm to 7:00 am en lloc de les 3:00 pm a les 8:00 am. Al migdia, l'exèrcit estava demanant als manifestants que tornessin a casa amb la finalitat d'estabilitzar la situació. Aleshores la televisió estatal va anunciar: "S'ha d'evacuar la plaça Tahrir immediatament. Tenim informació confirmada que grups violents es dirigeixen cap a la Plaça Tahrir portant bombes incendiàries i tractant de cremar la plaça."

### 4 de febrer -Divendres de la sortida
Els mateixos organitzadors del "Dia de la Ira" i "Divendres de la Ira" han cridat a una protesta davant del palau presidencial de Heliópolis, el 4 de febrer, que s'ha denominat el "divendres de la sortida" (en àrab جمعة الرحيل, gumʿat ar-raḥīl). Els manifestants demanen la dimissió immediata del president Mubarak, i han establert el 4 febrer com a data límit perquè lliurés els seus poders.
Durant la nit del 3-4 de febrer, hi havia tancs als carrers del Caire mentre els manifestants anti-governamentals han continuat passant la nit a la Plaça Tahrir mentre els manifestants pro-governamentals també mostraven activitat, amb enfrontaments a petita escala en les primeres hores.
Centenars de milers s'han reunit per participar en la pregària del divendres a la plaça Tahrir i es preveu que els actes programats del dia han de començar després de les oracions. Aljazeera estimar la mida de la multitud que hi ha fins ara a la plaça Tahrir en més d'un milió, mentre que en les protestes d'Alexandria apleguen a prop de mig milió. També s'han patit moltes protestes a altres ciutats de tot Egipte. Els manifestants Alexandria han advertit al govern que si s'utilitza la violència contra els manifestants al Caire, faran una marxa cap a la capital per unir-se als manifestants d'allà.

## Conseqüències
El dia 11 de febrer del 2011 Hosni Mubàrak va presentar la dimissió. També ho feren els primers ministres Ahmed Nazif i Ahmed Shafiq, el Consell Suprem de les Forces Armades assumeix el poder i suspen la Constitució i dissol el Parlament, el Servei d'Investigacions de Seguretat de l'Estat, el NDP i transfereix els seus béns a l'Estat. Detenció i processament de Mubarak, la seva família i els seus antics ministres, aixecament de l'estat d'emergència de 31 anys i eleccions democràtiques celebrades per substituir Mubarak com a president; Mohamed Morsi elegit i investit.

## Reaccions
El fill del president d'Egipte, Gamal Mubarak, que havia estat assenyalat com a successor del seu pare, va fugir a Londres al costat de la seva família el 25 de gener de 2011. Les autoritats no van confirmar immediatament que Gamal Mubarak havia fugit a la capital britànica amb la seva esposa i filla a bord d'un jet privat.
Des del 13 de gener l'índex de la borsa egípcia va caure gairebé 1.000 punts. A més, van ser bloquejades de manera esporàdica les webs de Twitter i Facebook.
El dia 11 de febrer del 2011 va presentar la dimissió. L'1 de juny de 2012 fou condemnat a cadena perpètua per la mort de 850 manifestants.